# Armando Robles Godoy
Armando Robles Godoy (New York, 7 febbraio 1923 – Lima, 10 agosto 2010) è stato un regista e sceneggiatore peruviano.
Figlio del compositore Daniel Alomía Robles, nel 1967 il suo film En la selva no hay estrellas ha vinto un premio al Festival cinematografico internazionale di Mosca.

## Filmografia parziale
- Ganarás el pan (1964)
- En la selva no hay estrellas (1967)
- La muralla verde  (1970)
- Espejismo (1972)
- Sonata Soledad (1978)
- Imposible Amor (2003)